# Ласківці

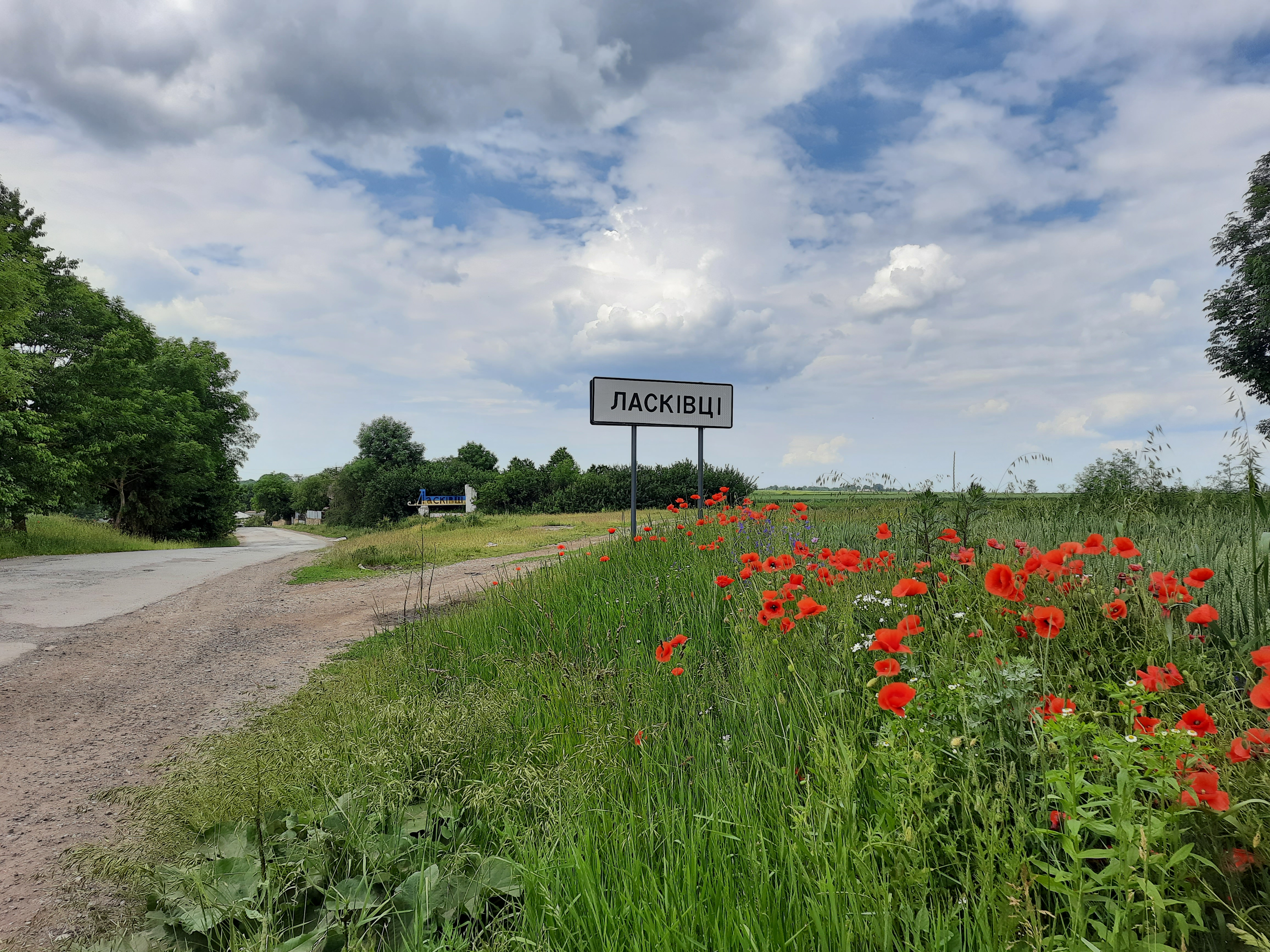
Дорожній знак при в'їзді в село

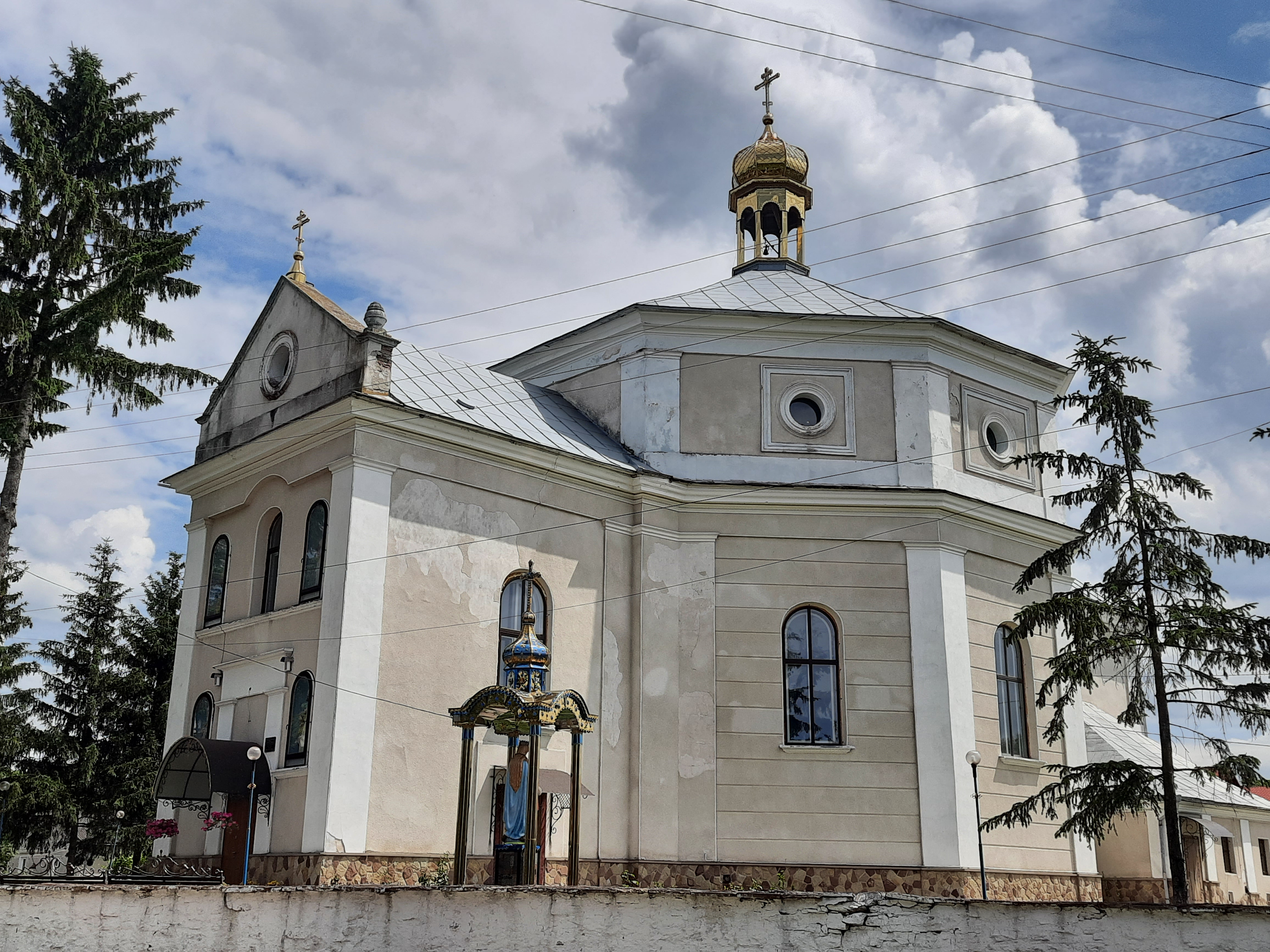
Церква Успіння Пресвятої Богородиці ПЦУ

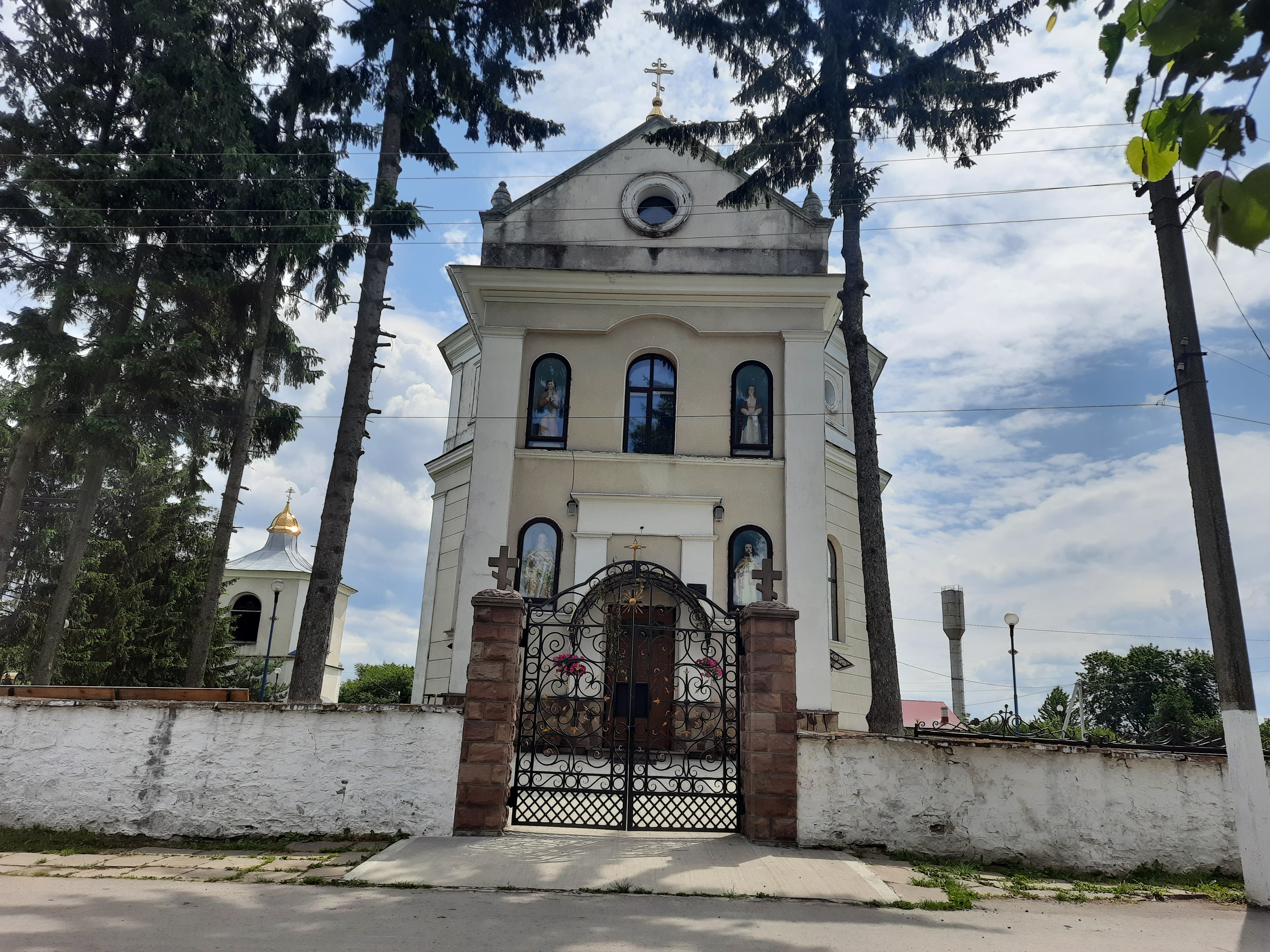
Церква Успіння Пресвятої Богородиці

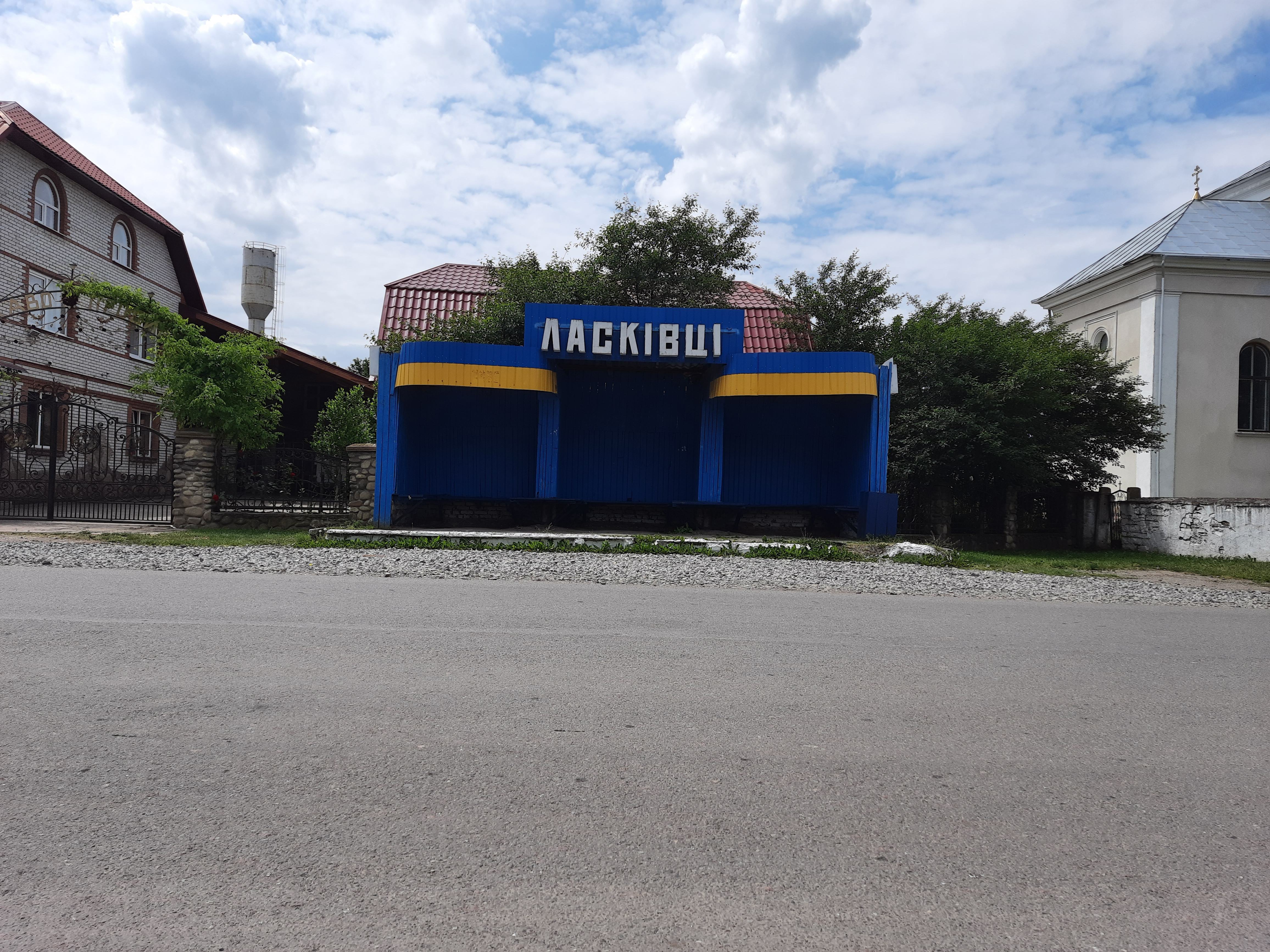
Автобусна зупинка

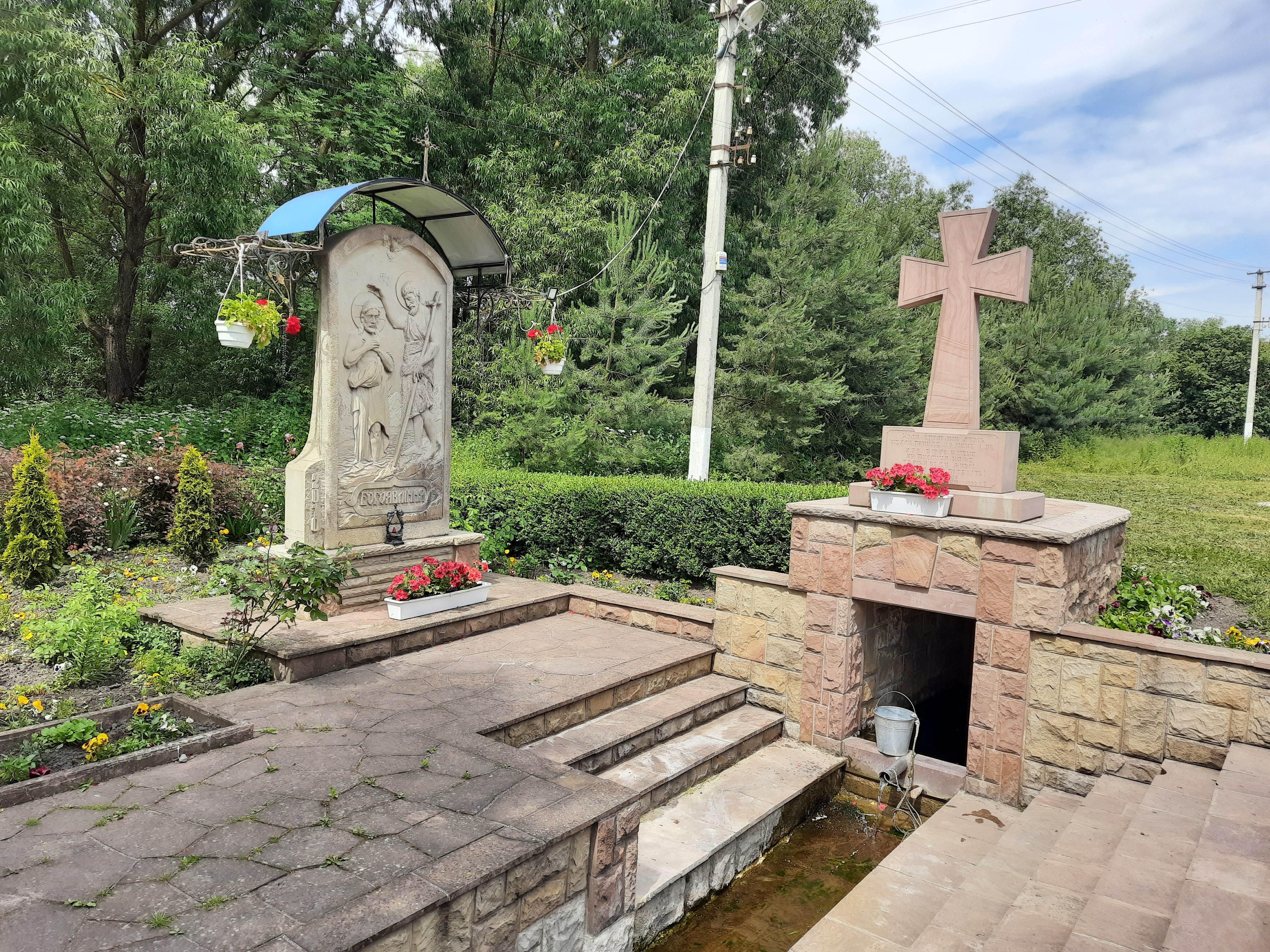
Цілюще джерело

Ла́сківці — село в Україні, у Теребовлянській міській громаді Тернопільського району Тернопільської області. Відстань від обласного центру до села становить 54 кілометри. Село знаходиться на крайньому півдні Тернопільського району.

## Географія
Через село течуть річки Коротаж та Звиняч, ліва притока Перейми.

## Історія

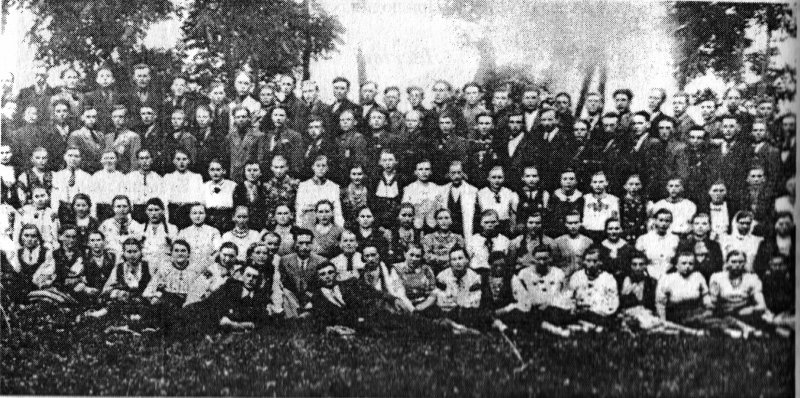
Товариство «Січ»

Історія села є надзвичайно довгою. Ласківці ще за княжих часів (тоді село називалось Велике Око і Кузьминець) входило в склад Теребовлянського князівства. Після смерті князя Юрія II Тройденовича в 1340 році, останнього галицького князя, галицькими землями, Ласківцями в тому числі, підступно заволодів польський король Казимир III.
Проте у 1648 році населення Ласківець активно включилося за боротьбу проти польського поневолення під проводом Богдана Хмельницького. Тодішню власницю села та його околиць — Реґіну Потоцьку — було жорстоко вбито. В той час народ збунтувався під проводом Ілька Крупки.
Але після того, як війська Богдана Хмельницького залишили західні землі України, поляки під керівництвом полковника Чернецького Стакого жорстоко розправились з селянами, село спалили, поголовно знищили тих, хто учасниками повстання.

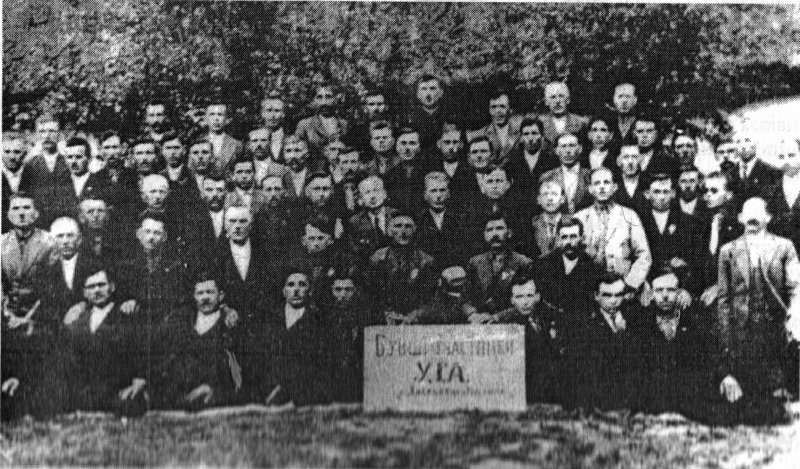
Колишні воїни УГА з села Ласківці

На Ласківці не раз нападали турки і татари в часі польсько-турецької війни. Велика руйнація села припадає на 1676–1683 рр. Протягом цього часу Ласківці знаходилися між двома фронтами. З однієї сторони була кіннота яничарів і гетьмана Дорошенка, а з другої сторони — польська армія. Після 1683 року селяни знову потрапили під контроль Польщі і були закріпачені. У 1772 році село потрапляє під владу Австрійської імперії внасдок поділу Речі Посполитої.
У 1826 році у Ласківцях було організовано однокласову українську школу. Скасування панства і революція 1848 року здійснили значний вплив на формування національної свідомості населення.
1 серпня 1934 року село увійшло до складу новоутвореної сільської гміни Могильниця.
У 2003 році мешканці села відзначали 555-річчя з дня першої письмової згадки про село на честь цього був встановлений пам'ятний знак при виїзді з села в сторону Могильниці.
12 червня 2020 року, відповідно до розпорядження Кабінету Міністрів України № 724-р «Про визначення адміністративних центрів та затвердження територій територіальних громад Тернопільської області» увійшло до складу Теребовлянської міської громади.
19 липня 2020 року, в результаті адміністративно-територіальної реформи та ліквідації Теребовлянського району, село увійшло до складу Тернопільського району.
Населення
Чисельність населення задо XIX століття офіційно невідома, хоч за розповідями людей чисельність населення була понад 4 тис. осіб. Але кількість населення почала зменшуватися, внаслідок еміграції
Офіційно зареєстровано, що в 1939 році кількість населення становила 3820 осіб. Вже у 1963 році, тут
проживало 3004 осіб. Згідно з переписом населення, який проводився у 2001 році, населення села становило 2006 осіб. А станом на 1 січня 2009 року кількість
населення становила 1 946 осіб.   
Назви піль: Перерит, Ралькова.

## Політика

### Парламентські вибори, 2019
На позачергових парламентських виборах 2019 року у селі функціонувала окрема виборча дільниця № 610846, розташована у приміщенні будинку культури.
Результати
- зареєстровано 1239 виборців, явка 77,56%, найбільше голосів віддано за «Слугу народу» — 23,38%, за Всеукраїнське об'єднання «Батьківщина» — 19,71%, за Українську стратегію Гройсмана — 12,89%.[5] В одномандатному окрузі найбільше голосів отримав Микола Люшняк (самовисування) — 63,07%, за Ігоря Сопеля (Слуга народу) — 7,20%, за Степана Брацюня (Конгрес українських націоналістів) — 5,61%[6].

## Релігія
- церква Успіння Пресвятої Богородиці (1846, ПЦУ, мурована);
- церква Успіння Пресвятої Богородиці (2006, УГКЦ, мурована).

## Поширені прізвища
Ваврик, Головацький, Голодюк, Дмитрик, Левенець, Лопоцький, Хитренький, Шмигельський.

## Пам'ятники
Пам'ятник Т. Шевченку
Щойновиявлена пам'ятка монументального мистецтва. Розташований на вулиці Центральній, навпроти школи.
Встановлений 2004 р. Скульптор — Д. Пилип'як.
Погруддя — бетон, цоколь і постамент облицьовані червоним пісковиком.
Висота постаменту — 2,2 м.
Скульптура святого з пальмовою гілкою і розп'яттям
Щойновиявлена пам'ятка монументального мистецтва.
Робота самодіяльних майстрів, виготовлена з каменю (1891 р.).
Скульптура — 1,3 м, постамент — 1,5х0,7х0,7 м, площа — 0,0005 га.
Пам'ятний знак «За тверезість»
Пам'ятка історії. Розташований в центрі села.
Встановлений 1901 р.

## Відомі люди

### Народилися
- громадсько-політичний діяч М. Андрухів;
- Арсан Орест — український вчений-гідробіолог
- релігійний діяч в Польщі і Римі о. Арсеній Антін Кулибаба, ЧСВВ
- релігійний діяч в США, військовий капелан о. Порфирій Петро Сивак, ЧСВВ
- вчений-теолог о. Михайло Мирослав Ваврик, ЧСВВ
- релігійний діяч, поет о. Маркіян Матей Когут, ЧСВВ
- громадсько-політичний діяч, нардеп Михайло Апостол
- сотник УПА О. Давибіда («Грім»);
- композитор, дириґент Б. Дерев'янко;
- українська майстриня художнього оброблення шкіри та кераміки, членкиня НСХУ Ковальчук Галина Михайлівна (1946—2001)
- громадсько-політичний діяч, поет, краєзнавець, публіцист Михайло Ониськів;
- член-кореспондент Академії інженерних наук України Михайло Петрик;
- громадсько-політичний діяч Роман Заставний.
- репресований вчитель Богдан Пасіка(1900-1937)

### Пов'язані із селом
- Почигайло Ярослав Остапович — керівник Копичинецького надрайонного проводу ОУН, лицар Срібного хреста бойової заслуги УПА 1 класу. Загинув поблизу села.
- З Ласківців бере початок один з коренів роду відомого священика УГКЦ о. Михайла Димида.
- У селі похований релігійний діяч підпільної УГКЦ о. Йосиф Іван Кушнір, ЧСВВ